# アーサー・フィンドレー

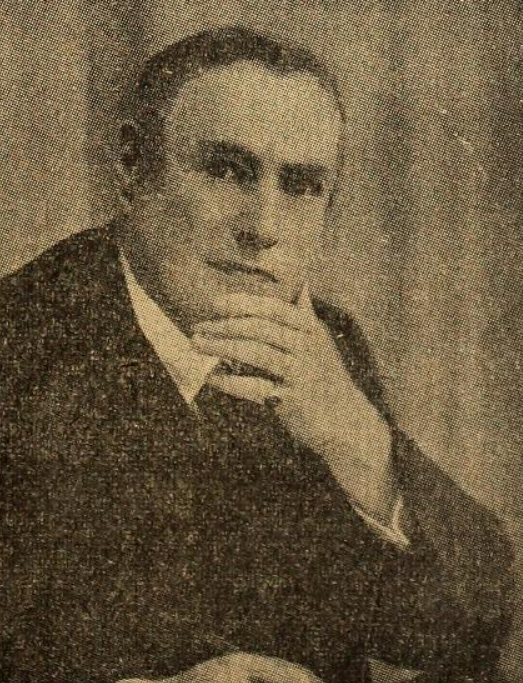
アーサー・フィンドレー

アーサー・フィンドレイ（James Arthur Findlay、1883年 - 1964年7月）は、イギリスの著作家、会計士、株式仲買人、エセックスの治安判事であり、スピリチュアリズムの歴史における重要な人物でもある。彼はサイキック・ニュース紙の共同創刊者や国際心霊研究所の創設者を務めた。彼の遺言で、彼のスタンステッド・ホールの家はスピリチュアリスツ・ナショナル・ユニオンに託された。

## 生涯

### 若年期
17歳の頃、彼は比較宗教学の分野に興味を持つが、忠実なキリスト教徒であった彼の両親に反対され、その主題に関する彼の本は焼かれてしまった。
1913年に彼は赤十字社での組織的な活動により、大英帝国勲章の団員のタイトルを受章した。

### ジョン・スローン
1918年にフィンドレイは、グラスゴーのスピリチュアリスト・チャーチにて直接霊言霊媒のジョン・カンベル・スローンが居る交霊会に参加した。次の五年間にフィンドレイは多くの霊媒の自宅で開かれる交霊会に参加し、霊の声がスローンの媒介により話されていると納得するようになった。

しかし、心霊現象研究者のマルコム・バードはスローンを調査し、聞こえた全ての声は霊媒が通常の方法でラッパに向かって話すことにより作られるのは疑いないと書いた。

### スピリチュアリズム
フィンドレイは1920年にグラスゴー心霊研究協会（Glasgow Society for Psychical Research）を設立した。

1923年に彼はスコットランド国教会による心霊現象の調査に参加した。同年に彼は退職し、イングランドのスタンステッド・マウントフィーチェットにあるスタンステッド・ホール（1871年に建てられた邸宅）を購入した。
1932年に、彼はハンネン・スワッファーやモーリス・バーバネルと共に、スピリチュアリスト新聞のサイキック・ニューズ紙の創刊者の一人となった。彼は国際心霊研究所の設立に関わり、所長となった。彼はまたエディンバラ心霊研究会（Edinburgh Psychic College）の名誉会員や、国際スピリチュアリスト連合の名誉会長にもなった。
彼の遺言で、彼はスタンステッド・ホールを心霊科学の進歩のための学校として、スピリチュアリスツ・ナショナル・ユニオンへ遺した。彼に因み「アーサー・フィンドレイ・カレッジ・オブ・サイキック・サイエンス」と名付けられている。

## 著書
- 科学的実証的霊魂不滅論
  - On The Edge Of The Etheric: Being An Investigation Of Psychic Phenomena, 1931
- 新時代と新信仰 （浅野和三郎訳）
  - The Unfolding Universe or The Evolution of Man's Conception of His Place in Nature, 1935
- 幽界の人々 - 霊媒スローンによる交霊会の記録 （ISBN 978-4886398383）
  - Where Two Worlds Meet, 1951
- 人間の生き方 - 死者たちが肉声でつづった不朽の霊の書 （ISBN 978-4795291560）
  - The Way Of Life, 1953